# Apanteles frersi
Apanteles frersi är en stekelart som först beskrevs av Brethes 1917.  Apanteles frersi ingår i släktet Apanteles och familjen bracksteklar. Inga underarter finns listade i Catalogue of Life.